# قرار مجلس الأمن التابع للأمم المتحدة رقم 732
أوصى قرار مجلس الأمن التابع للأمم المتحدة رقم 732، المعتمد بدون تصويت في 23 يناير 1992، وبعد النظر في طلب جمهورية كازاخستان الانضمام إلى عضوية الأمم المتحدة، الجمعية العامة بقبول كازاخستان.